# Asura rosacea
Asura rosacea là một loài bướm đêm thuộc phân họ Arctiinae, họ Erebidae.